# Hemerobius rufus
Hemerobius rufus là một loài côn trùng trong họ Hemerobiidae thuộc bộ Neuroptera. Loài này được Villers miêu tả năm 1789.